# ماریو لیورانی
ماریو لیورانی (به ایتالیایی: Mario Liverani) (زادهٔ ۱۰ ژانویهٔ ۱۹۳۹) تاریخ‌نگار، و باستان‌شناس اهل ایتالیا است. وی استاد تاریخ شرق نزدیک باستان در دانشگاه ساپینزا رم و عضو انجمن شرق‌شناسی آمریکا است. لیورانی دارای دکترای افتخاری از دانشگاه کپنهاگ و دانشگاه مستقل مادرید است.

## جوایز و افتخارات
- ۲۰۱۴ جایزهٔ کتاب شیخ زاید در ردهٔ «فرهنگ عربی در دیگر زبان‌ها» برای کتاب Imagining Babylon[۱]

## گزیدهٔ آثار
- International Relations in the Ancient Near East, 1600-1100 BC (Studies in Diplomacy)
- Myth And Politics In Ancient Near Eastern Historiography - written in co-operation with Zainab Bahrani.
- Israel's History And the History of Israel
- Antico Oriente. Storia, società, economia
- Uruk: La Prima Città
- Liverani, Mario (2014). The Ancient Near East: history, society and economy. London: Routledge. ISBN 0-415-67906-0.